# Menighedsrådsvalg 2024
Der afholdes valg til menighedsrådene i den danske Folkekirke i 2024. Rådene dækker normalt et enkelt sogn, men det er også muligt for at to eller flere sogne kan beslutte at vælge et fælles menighedsråd for sognene.

## Valgret og valgbarhed
Ved menighedsrådsvalgene er medlemmer af Folkekirken som er fyldt 18 år, stemmeberettigede. Man skal endvidere enten være dansk statsborger eller have boet i Danmark uafbrudt i mindst et år forud for valget, og være optaget på valglisten i sognet hvor man stemmer. Medlemmer af valgmenigheder har ikke stemmeret til menighedsrådsvalgene.
Valgbare er de samme personer som har stemmeret, dog er præster i folkekirken og kirkefunktionærer med tjenestested i sognet som har været ansat i mindst 1 måned, og har en gennemsnitlig ugentlig arbejdstid på mindst 8 timer, ikke valgbare. Personer som er  "straffet for en handling, der i almindeligt omdømme gør den pågældende uværdig til at være medlem af et menighedsråd" er ikke valgbare før 3 år efter straffen er udstået. Hvis straffen er ubetinget fængsel på over 6 måneder, eller er der idømt forvaring, er fristen dog 5 år. Det nyvalgte menighedsråd afgør selv om et straffet medlem er valgbart. Afgørelsen kan ankes til biskoppen, og biskoppens afgørelse kan ankes til kirkeministeren.

## Procedure
Tirsdag den 14. maj 2024 skulle alle menighedsråd afholde et offentligt orienteringsmåde om det kommende menighedsrådsvalg.
Tirsdag den 17. september 2024 skal der afholdes offentlige valgforsamlinger, hvor kandidater til menighedsrådet kan stille op, og de stemmeberettigede deltagere vælger et nyt menighedsråd ved en skriftlig og hemmelig afstemning. I tilfælde af at der ikke er kandidater nok til at vælge et fuldtalligt menighedsråd på valgforsamlingen, skal der afholdes en ekstraordinær valgforsamling tirsdag den 8. oktober 2024 hvor der foretages udfyldningsvalg.
Kandidater kan desuden indtil tirsdag den 15. oktober indlevere kandidatlister til valget. Hvis der ikke er indleveret nogen kandidatliste senest denne dato, vil de kandidater som blev valgt på valgforsamlingen udgøre det nye menighedsråd. Hvis der er indleveret en eller flere kandidatlister, bliver der afholdt afstemningsvalg tirsdag den 19. november 2024 hvor alle stemmeberettigede vælgere i sognet kan stemme.
Hvis der afholdes afstemningsvalg, vil de kandidater som blev valgt på valgforsamlingen udgøre en kandidatliste ved valget. Disse personer har dog mulighed for at udtræde af kandidatlisten, ligesom de også kan vælge at opstille på en anden kandidatliste hvis de ønsker det.